# Edward Boxer
Edward Boxer CB (27 tháng 2 năm 1784 - 4 tháng 6 năm 1855) là một sĩ quan của Hải quân Hoàng gia Anh. Ông phục vụ trong chiến tranh Cách mạng Pháp và các cuộc chiến tranh của Napoléon. Ông qua đời trong cuộc chiến tranh Krym với quân hàm Chuẩn Đô đốc.